# بارون واكا
بارون ديفافيسي واكا ((بالإنجليزية: Baron Divavesi Waqa)‏، (/bærˈʌn dɪvʌveɪˈsiː wɑːˈkʌ/) هو سياسي من ناورو ورئيس ناورو السابق منذ 11 حزيران 2013.
شغل منصب وزير التربية للفترة من 2004 إلى 2007.